# Spoorlijn St Wendel - Tholey
De spoorlijn St Wendel - Tholey was een Duitse spoorlijn in Saarland en was als spoorlijn 3203 onder beheer van DB Netze.

## Geschiedenis
Het traject werd door de Preußische Staatseisenbahnen geopend op 2 augustus en 1 oktober 1915. Personenvervoer op de lijn werd opgeheven tussen 1983 en 1984. Tussen Oberthal en Tholey was er nog goederenvervoer tot 1987, tussen St Wendel en Oberthal tot 1995. Thans is de lijn volledig opgebroken en omgevormd tot een fietspad.

## Aansluitingen
In de volgende plaats was er een aansluiting op de volgende spoorlijn:
St Wendel
DB 3511, spoorlijn tussen Bingen en Saarbrücken

## Galerij

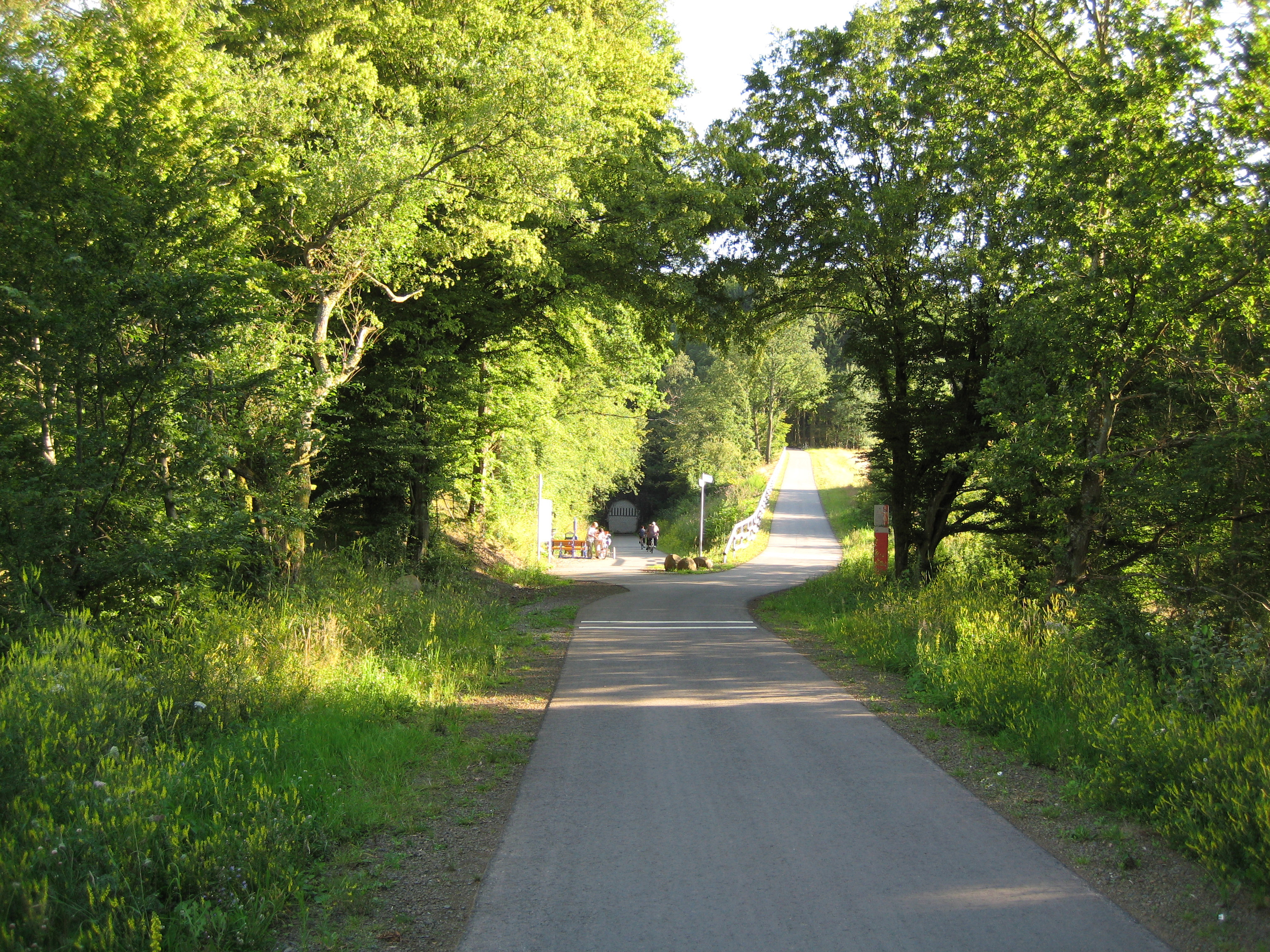
Fietspad bij Tholey met dichtgemetseld tunnelportaal
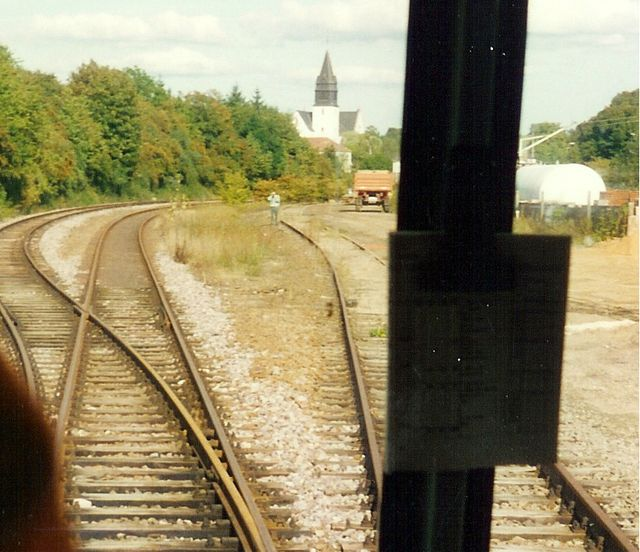
Station Oberthal in 1992